# Humlerotfjäril
Humlerotfjäril, Hepialus humuli är en fjärilsart som först beskrevs av Carl von Linné 1758. Humlerotfjäril ingår i släktet Hepialus, och familjen rotfjärilar, Hepialidae. Enligt den svenska rödlistan är arten nära hotad, NT, i Sverige.
Arten placeras idag ofta ensam i släktet Hepialus och en mängd andra arter som tidigare placerades i släktet placeras istället i andra släkten.
Hanen har ett vingspann på cirkas 44 mm och vingarna är helvita, men hos H. h. thulensis, som förekommer på Shetlandsöarna Färöarna, förekommer sandfärgade individer. Honan är större med ett vingspann på cirka 48 mm och har gul och brunaktiga vingar med tydliga bruna streck. Enstaka exemplar av arten har uppmätts med ett vingspann på upp till 75 millimeter. Den flyger från juni till augusti och övervintrar som larv.

## Bilder

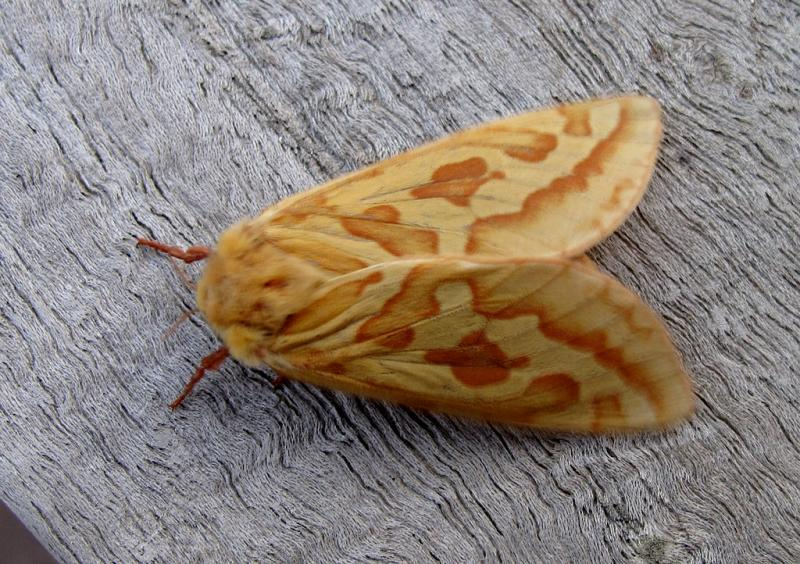
Hona
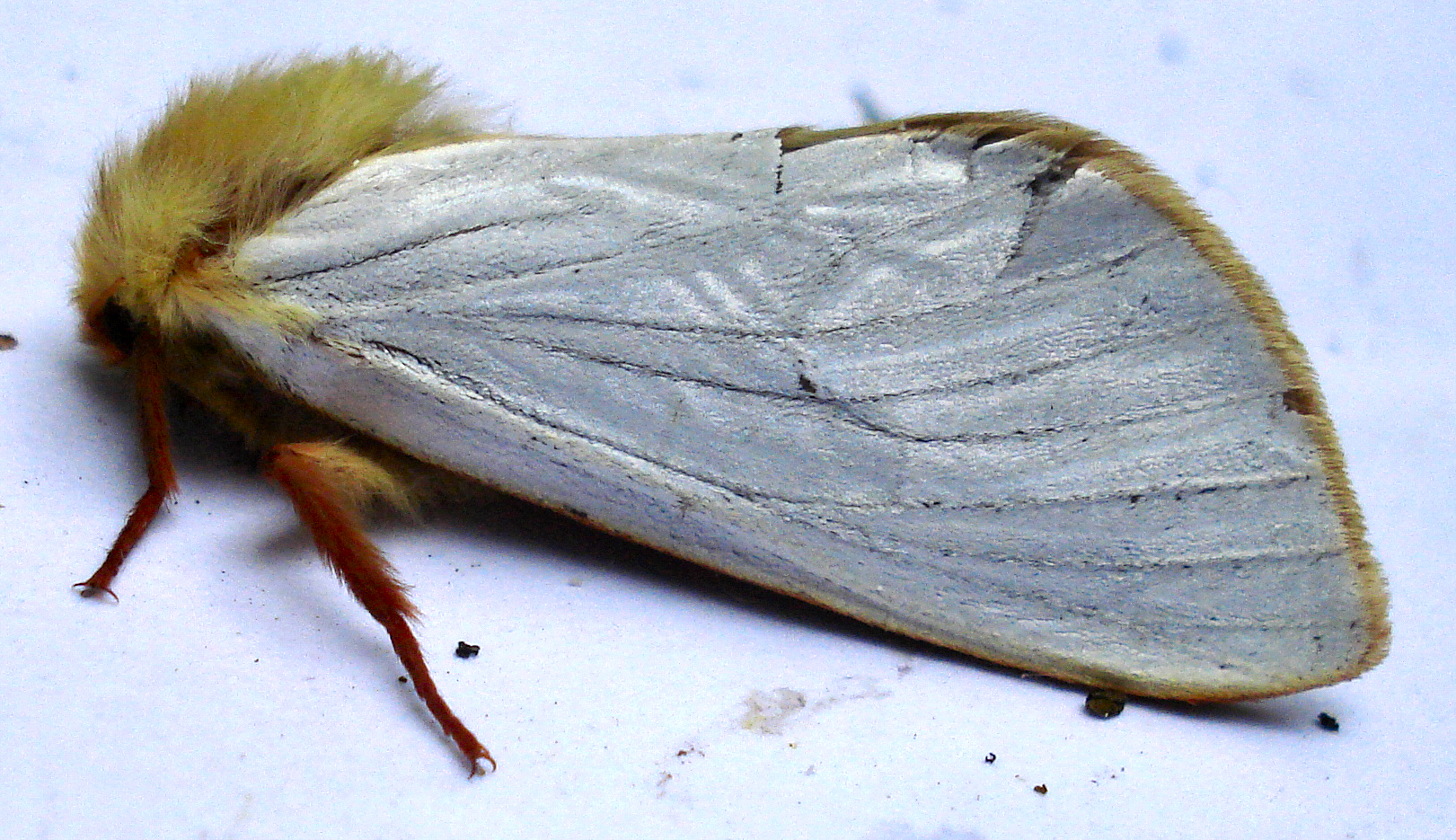
Hane
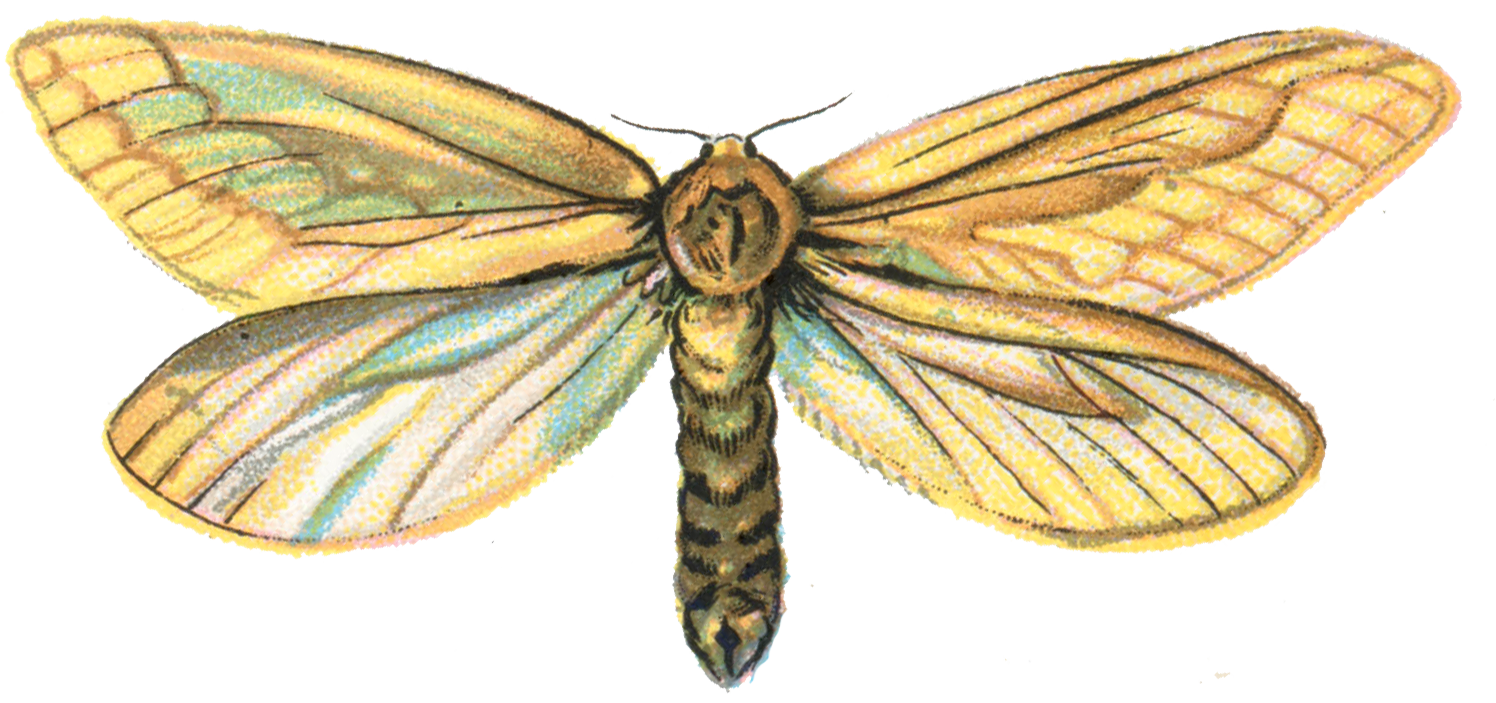
Hona

## Underarter
- Hepialus humuli humuli - förekommer över merparten av utbredningsområdet
- Hepialus humuli thulensis Newman, 1865 - förekommer i Storbritannien och på Färöarna.